# 臺灣布政使司衙門
台灣布政使司衙門是清代台灣布政使司的官署，在臺北城西门内之西门街北侧（现为臺北市中山堂，地址为中正區延平南路98号:152－153）。西侧的欽差行臺曾长期误称「臺灣布政使司衙門」。
台灣布政使司是台灣建省之後，才新成立的行政機構，職掌全台錢糧餉項等事務。首任布政使邵友濂於光緒十三年（1887年）8月到任。当时，刚刚兴建臺灣省城，台灣布政使司衙門未及建成。光绪十四年（1888年，或称1889年:153），在臺北城西门街北侧建「藩司行署」，「藩司」即布政使简称，以为全臺最高行政機關。光绪二十年（1894年），停建臺灣省城。臺灣巡撫邵友濂主持下，臺灣省會移至臺北，「藩司行署」正式陞為「臺灣布政使司衙門」。
台灣布政使司衙門所轄的單位有軍火總局、軍裝總局、火藥局、火車局支應總局、郵政總局、電報總局、 茶厘總局、稅釐總局、鹽厘總局、樟總局、磺油局、支應總局、善後總局等，幾乎包括了現在的國防部、交通部、財政部、 經濟部的業務。布政使司衙門，幾乎可算是小型的行政院。權責之大、地位之尊，僅次於台灣巡撫而已。 所以曾擔任過布政使司的邵友濂、唐景崧，後來都接任台灣巡撫的職位。
由於掌管的業務龐大，布政使司衙門極具規模，成為清朝在台領地規模最大的官署。1895年（光緒21年），清廷割讓台灣給日本。這龐大的建築，做為台灣布政使司衙門的時間僅約6年時間而已，反而後來有四分之一世紀時間，它是日本在台最高統治機構「台灣總督府」的所在地。
日本治台之初，进入台北城的近衛師團以此为司令部。后以布政使司衙門和西側的籌防局為總督府辦公室，直到1919年新的總督府完工（今總統府），才遷入新址。隨後，為紀念裕仁天皇登基，總督府決定在布政使衙門舊址興建台北公會堂；次年（1928年），拆除衙門:153，僅保留部份建築，移往圓山動物園及植物園保存。後來，存放於動物園的衙門建物被颱風損毀。僅存植物園內的欽差行臺保持完好，而被政府以「臺灣布政使司衙門」之名列為國家二級古蹟。